# Gustav Adolph Hennig
Pour les articles homonymes, voir Hennig.
Gustav Adolph (Adolf) Hennig (né le 14 juin 1797 à Dresde, mort le 15 janvier 1869 à Leipzig) est un peintre saxon de l'Histoire, portraitiste, graphiste, aquafortiste et lithographe. Il a été directeur de l'Académie des beaux-arts de Leipzig.

## Biographie
Gustav Adolph Hennig suit une formation auprès de Christian Leberecht Vogel et dès 1810 à l'académie de dessin, de peinture et d'architecture, qui deviendra l'Académie des beaux-arts de Leipzig, auprès de Johann David Schubert und Friedrich Matthäi. En 1814, il travaille comme portraitiste à Großenhain, de 1816 à 1821 à Leipzig, en 1820 et 1821 aussi à Halle, Schkeuditz.
Il poursuit ses études - avec une bourse royale, et accompagné du graveur sur cuivre Christian Ernst Stölzel - de 1822 à 1826 et de 1832 à 1833. Il voyage en Italie, surtout à Florence, Naples et Rome. À son retour en 1840, il devient professeur de dessin puis directeur de l'académie de Leipzig. Parmi les œuvres les plus connues de cette époque : Le Christ lavant le Temple et L'expulsion des marchands du Temple.

## Œuvre
Hennig a connu un regain d'intérêt quand sa Petite fille en train de lire, exposé au Museum der bildenden Künste de Leipzig, a servi de couverture au catalogue d'une exposition Le musée dans la salle de séjour et à Une histoire de la lecture d'Alberto Manguel en 2005.
- Petite fille lisant (1828), huile sur toile, 42 × 36 cm, Musée des Beaux-Arts de Leipzig[2]

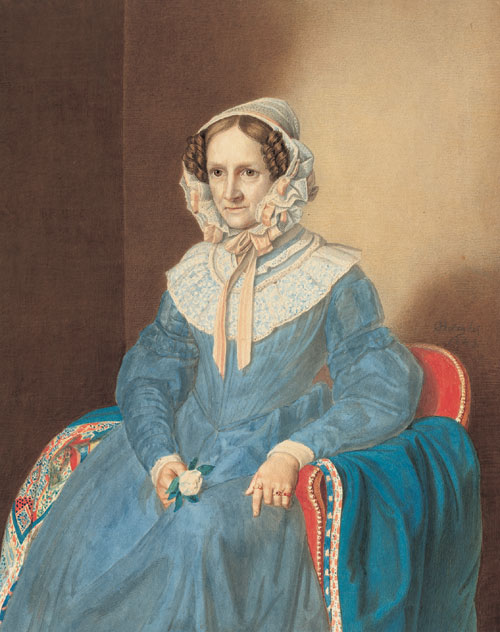
Portrait de Johanna Recoius
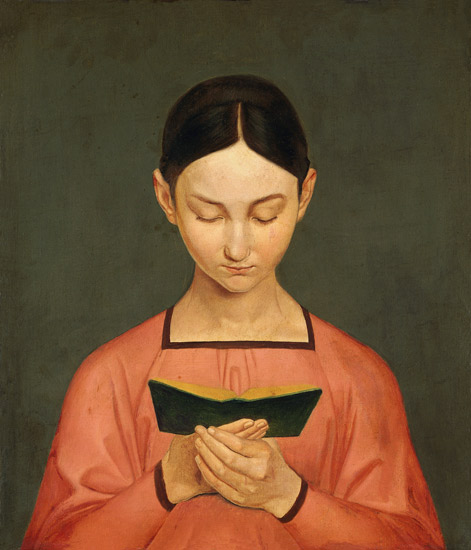
Petite fille lisant, 1828 Musée des Beaux-Arts de Leipzig
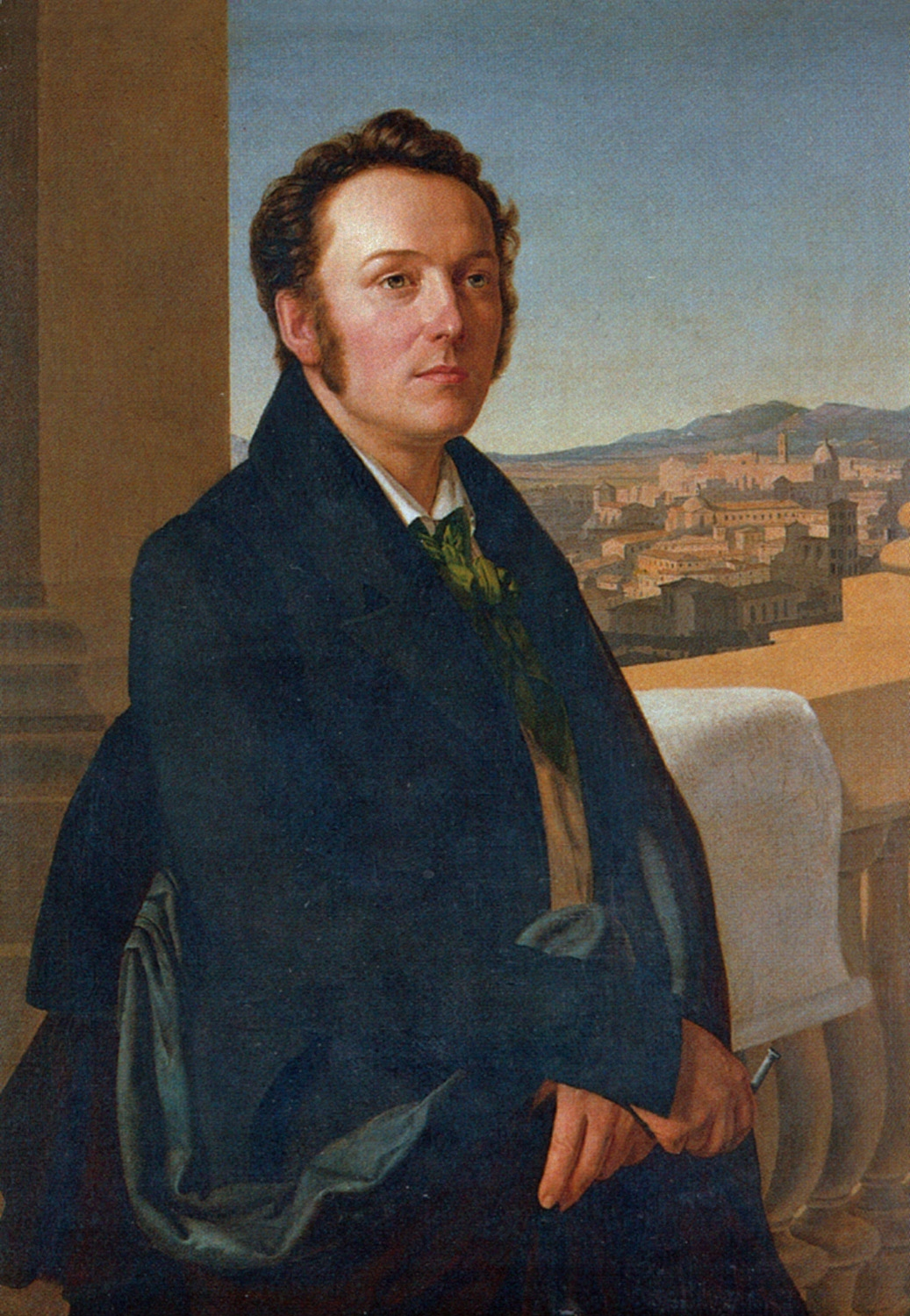
Portrait de Gustav Seyffarth, 1837
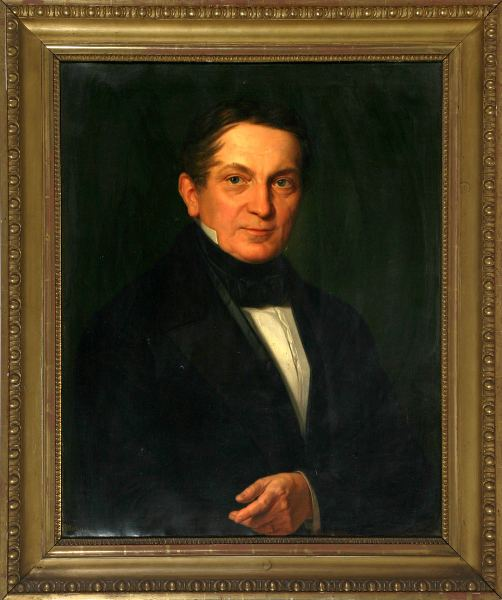
Portrait de Johann Gottfried Stallbaum (de), 1854